# Alois Blaßnig
Alois Blaßnig (* 6. September 1963 in Lienz) ist ein ehemaliger österreichischer Biathlet und Skilangläufer.

## Leben
Blaßnig war Mitglied der ÖSV-Kader von 1983 bis 2002. Seine Karriere begann der für den HSV Lienz startende Zollwachebeamte als Biathlet. 1984 belegte er einen vierten Platz bei der Biathlon-Junioreneuropameisterschaft und gab in Oberhof sein Weltcupdebüt, bei dem er auf Anhieb Rang 28 im 10-km-Bewerb erreichte. Bei den Biathlon-Weltmeisterschaften 1985 im bayrischen Ruhpolding wurde er nur als Ersatzmann nominiert, obwohl er sich regelrecht für die WM-Teilnahme qualifiziert hat. Blaßnig bestritt aber in der Saison 1984/85 sämtliche Rennen im Biathlon-Weltcup. So belegte er anlässlich des Holmenkollen-Skifestivals 1985 über 10 km den 32. sowie über 20 km den 35. Rang. Im selben Jahr errang er auch den Vizestaatsmeistertitel im 20-km-Biathlonbewerb hinter Alfred Eder.
Nach dreijähriger krankheits- und verletzungsbedingter Pause schaffte er ein Comeback als Skilangläufer. Er startete bei den Weltmeisterschaften 1991 in Val di Fiemme und erzielte Platz 21 über 30 km klassisch, Platz 31 über 10 km klassisch und Rang 38 im 50 km Freistilbewerb. Die Skilanglauf-Weltcupsaison 1990/91 beendete Blaßnig als zweitbester Österreicher in der FIS-Weltrangliste. Eine neuerliche Verletzung verhinderte eine mögliche Teilnahme an den Olympischen Winterspielen 1992. In den Jahren 1993, 1995 und 1996 wurde er Österreichischer Staatsmeister in der Langlauf-Staffel und 1994 gewann er den Staatsmeistertitel im 50-Kilometer-Bewerb.
Ab Mitte der 1990er-Jahre feierte er in der Worldloppet-Serie gute Ergebnisse. Er erreichte 1998 den 3. Gesamtrang in der Worldloppetgesamtwertung, dem Weltcup der Volkslangläufer, hinter den beiden Schweden Hakan Westin und Elbert Karlson.
Die herausragendsten Ergebnisse im Rahmen des Worldloppet waren der 2. Rang beim legendären Marcialonga/ITA über 70 km im Jahre 2001, den er außerdem auch mit Platz 5 und 6 abschloss, weiters der jeweils 3. Platz anlässlich des Keskinada-Loppet/CAN 1998 und dem American Birkebeiner/USA 1998 sowie zwei 3. Plätze beim Dolomitenlauf/AUT, zuletzt im Jahre 2001. Beim Engadiner-Skimarathon über 42 km belegte er im Jahre 1999 mit nur 6 Zehntelsekunden Rückstand auf den norwegischen Olympiasieger Tor Arne Hetland den undankbaren 4. Rang, nachdem er bei diesem Rennen lange Zeit solo geführt hatte und erst knapp vor dem Ziel von einer dreiköpfigen Verfolgergruppe eingeholt wurde.
Abseits der Worldloppetserie trug sich Blaßnig auch als Sieger in die Ehrentafel des 42 km langen Gsiesertallaufes ein.
In der Saison 1998/99 erzielte er mit einem 19. Platz im 10-km-Freistilbewerb in Seefeld seine einzigen Punkte im Skilanglauf-Weltcup. In diesem Jahr erreichte Blaßnig beim Weltcupstaffelbewerb anlässlich des Holmenkollen-Skifestivals mit dem österreichischen Team Rang 6. Er startete auch bei der Weltmeisterschaft 2001 in Lahti, wo er 13. im 50-km-Bewerb wurde.
Im selben Jahr gewann er als erster Österreicher den Speziallanglaufbewerb anlässlich der seit 1954 durchgeführten Internationalen Zollskiwettkämpfe und 2002 wurde er noch einmal Österreichischer Staatsmeister, diesmal über 10 Kilometer Freistil.
Wegen eines positiven Dopingtests wurde Blaßnig im Jahr 2002 von der FIS für zwei Jahre gesperrt. Die Anwendung eines Dopingmittels am Ende seiner langen und recht erfolgreichen Karriere bezeichnete Blaßnig als seinen größten sportlichen und moralischen Fehler und er begann umgehend mit einer mehrsemestrigen Ausbildung zum diplomierten Mentalcoach und diplomierten Lebensberater. Als solcher arbeitet er heute u. a. vorwiegend mit jungen Sportlern an alternativen Wegen für eine optimale Leistungs- beziehungsweise Persönlichkeitsentwicklung. Blaßnigs Engagement dürfte wohl mit ausschlaggebend dafür gewesen sein, dass ihn das Bundesministerium für Finanzen im Jahre 2004 als Trainer und Koordinator für den nordischen Sportkader der Finanz betraut hat. Dem Sportkader der Finanz gehören ausschließlich junge Spitzensportler aus den Sparten Biathlon, Langlauf, Nordische Kombination und Skispringen an.
Ein sportlicher Abschluss seiner Karriere gelang Blaßnig noch anlässlich des Sellaronda-Skimarathons, einem Pistenskitourenrennen in den Südtiroler Dolomiten, bei dem er im Jahre 2006 mit seinem Partner Andreas Ringhofer als erstes nichtitalienisches Team in der Historie des Skimarathons mit Rang 2 einen Podiumsplatz erreichte.